# Prima che la notte
Pour plus de détails, voir Fiche technique et Distribution.
Prima che la notte est un téléfilm de 2018, réalisé par Daniele Vicari.
Le film raconte l'histoire de Pippo Fava, un journaliste assassiné par la Cosa Nostra le 5 janvier 1984. Il a été diffusé en première vision sur Rai 1 le 23 mai 2018, puis rediffusé sur Rai 3 le 5 janvier 2019, à l'occasion du 35ème anniversaire de l'assassinat de Fava. En 2024 il est disponible sur la plateforme Netflix.